# Grigoriopol
Grigoriopol (în rusă Григориополь, în ucraineană Грігоріополь) este un oraș în Unitățile Administrativ-Teritoriale din Stînga Nistrului, aparținând Republicii Moldova. În trecut, a fost denumit și Comorul, Ciorna sau Ciorna-pe-Nistru.

## Etimologie
Numele orașului reprezintă un toponim hagionimic, fiind o colonie înființată de armeni fiin numită după Sfântul Grigore, protectorul armenilor și al întregii Armenii.

## Geografie
Orașul Grigoriopol este amplasat pe confluența râulețului Ciorna, cunoscut și drept Comorul, cu Nistrul. La nord-est de oraș este amplasată Valea Seacă „Tamașlîc”, o arie protejată din categoria rezervațiilor peisagistice.

## Demografie
Conform recensământului sovietic din anul 1939, populația localității era de 7.332 locuitori, dintre care 3.180 (43,37%) moldoveni, 2.826 (38,54%) ruși, 562 (7,67%) evrei și 560 (7,64%) ucraineni.
Conform noului recensământ sovietic din 1989 (ultimul recensământ înaintea conflictului din Transnistria), orașul avea o populație de 11.622 locuitori, din care 49% moldoveni (români), 29% ruși și 17% ucraineni. La recensământul făcut de autoritățile separatiste transnistrene în noiembrie 2004 au fost înregistrați între 10.252 și 11.473 locuitori ai localității, dintre care 5.211 (50,82%) moldoveni (români), 1.666 (16,25%) ucraineni și 3.036 (29,61%) ruși.

## Economie
Sunt predominante clădirile cu etaje, partea centrală constă în principal din clădiri cu trei-patru etaje. Orașul are o fabrică de conserve, o carieră pentru extracția de pietriș. Majoritatea locuitorilor sunt angajați în agricultură.

## Societate

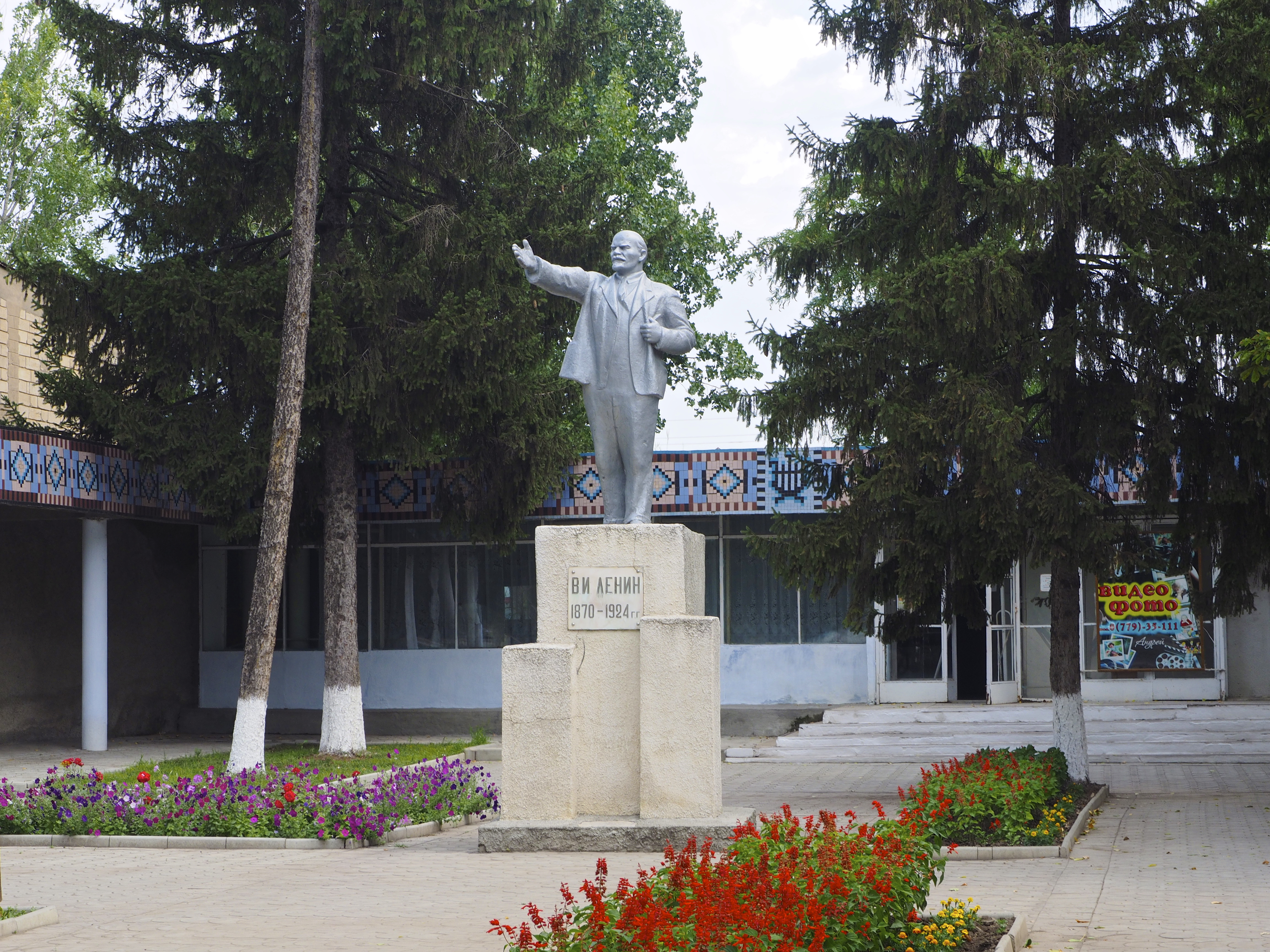
Statuia lui Lenin din oraș

În oraș funcționează 5 școli și 2 colegii tehnice.
În 1996 și în 2002, orașul a fost centrul unui conflict legat de încercările moldovenilor de a folosi alfabetul latin în școala moldovenească, ceea ce este contrar politicii autorităților separatiste din Transnistria. Presa transnistreană a atacat autoritățile locale pentru tolerarea "celei de-a V-a coloane a Moldovei",. Președintele comitetului de părinți de la școala moldovenească, Mihai Speian, a fost arestat în 28 august 2002. A fost eliberat în 12 septembrie, ca urmare a unui protest al misiunii OSCE din Republica Moldova. Școala a fost mutată în satul Doroțcaia, care se află în zona controlată de Republica Moldova.

## Personalități

### Născuți în Grigoriopol
- Boris Oks (1851–1926), medic și publicist țarist de origine rusă
- Hristofor Kuciuk-Ioannesov (1852–1919), istoric, profesor, arheolog și lingvist țarist de origine armeană
- Vasili Ermișanțev (1875–1958), arhitect țarist și sovietic de origine rusă
- Gaspar Voskanian (1887–1937), revoluționar și militar sovietic de origine armeană
- Andrei Borș (1908–1993), filolog, lingvist și traducător sovietic moldovean
- Victor Gherlac (1915–2007), actor, regizor de teatru și pedagog moldovean
- Timofei Gurtovoi (1919–1981), dirijor, trombonist și profesor sovietic de origine română
- Valeri Lednev (1922–1987), jurnalist, germanist și editor sovietic
- Oleksandr Danîliuk (n. 1975), politician ucrainean, fost ministru al finanțelor
- Ilia Kostunov (n. 1980), politician și deputat rus
- Vasili Pogreban (n. 1989), canoist rus